# Duebrødre Kloster
Duebrødre Kloster er en historisk bygning, der ligger på hjørne af Bredegade og Allehelgensgade i centrum af Roskilde. Bygningen blev opført i nyklassicistisk stil i 1841 efter tegninger af arkitekt Jørgen Hansen Koch.
Duebrødre Kloster er også navnet på den velgørenhedsorganisation, som oprindeligt fik opført bygningen til nødlidende enker. Organisationen ejer ikke længere bygningen, men har stadig 108 værelsre på tre forskellige adresse i Roskilde.
Dueubrødre Klosters gamle hovedkvarter på Stændertorvet fra 1880 blev overtaget af Roskilde Rådhus i 1878. Siden er rådhuset flyttet til en nyere bygning.
Bygningen blev fredet i 1964.